# Goniophlebium subauriculatum
Goniophlebium subauriculatum, biljna vrsta iz porodice osladovki raširena od Assama i Kine do jugozapadnog Pacifika i Australije (Queensland, od Iron Rangea du Eungella).
Vrsta je opisana u Tentamen Pteridographiae 186. 1836. Tipična je vrsta roda Goniophlebium. Epifit, a može se javit i kao litofit.

## Sinonimi
Postoje brojni sinonimi, bazionim je:
- Polypodium subauriculatum Blume